# 황교충
황교충(黃敎忠, 1985년 4월 9일 ~ )은 대한민국의 전직 축구 선수이며, 현역 시절 포지션은 골키퍼였다.
현재 대구FC 감독으로 부임한다는 소식이 들려오고 있다. 대구의 감독으로 부임하게 된다면 대구는 2연속 홍익대 감독을 사령탑에 앉히는것이다.

## 클럽 경력
황교충은 2006년 한양대학교에 다닐 당시 춘계대학연맹전에서 팀을 우승으로 이끌었고, 우수 골키퍼 상을 받았다. 이러한 활약으로 2007년에는 덴소컵 한일 대학축구 정기전에 뛸 대표 골키퍼로 뽑혔다.
한양대학교 졸업 후, 내셔널리그의 김해시청에 입단하여 두 시즌 동안 31경기를 뛰었다.
2010 K리그 신인 드래프트에서 1순위로 포항 스틸러스에 지명되어 입단하였다. 2010년 10월 9일, 광주 상무를 상대로 데뷔전을 치렀고, 무실점으로 경기를 마쳤다.
2014년 강원 FC로 이적하였으며, 2015년에는 백종환과 함께 강원의 공동 주장을 역임했다.
2016년 내셔널리그의 용인시청으로 이적하였다.
2017년 자신의 SNS를 통해 은퇴를 선언했다.

## 우승 기록

### 클럽
한양대학교
- 춘계대학연맹전: 2006

 포항 스틸러스
- K리그1 우승: 2013
- FA컵 우승: 2012, 2013

### 개인
- 춘계대학연맹전 우수 골키퍼: 2006